# Гардкоуты

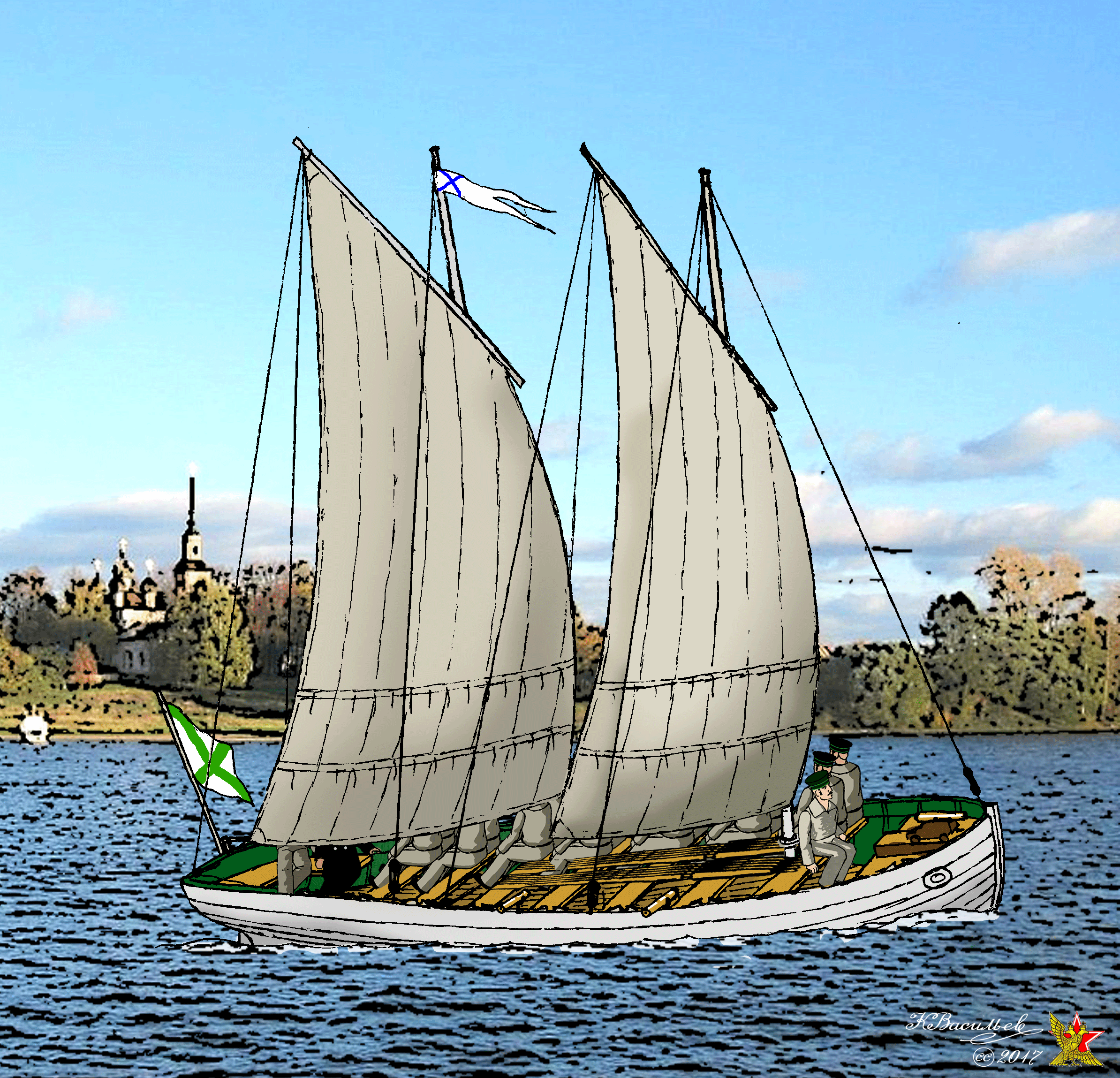
Реконструкция двухмачтового гардкоута

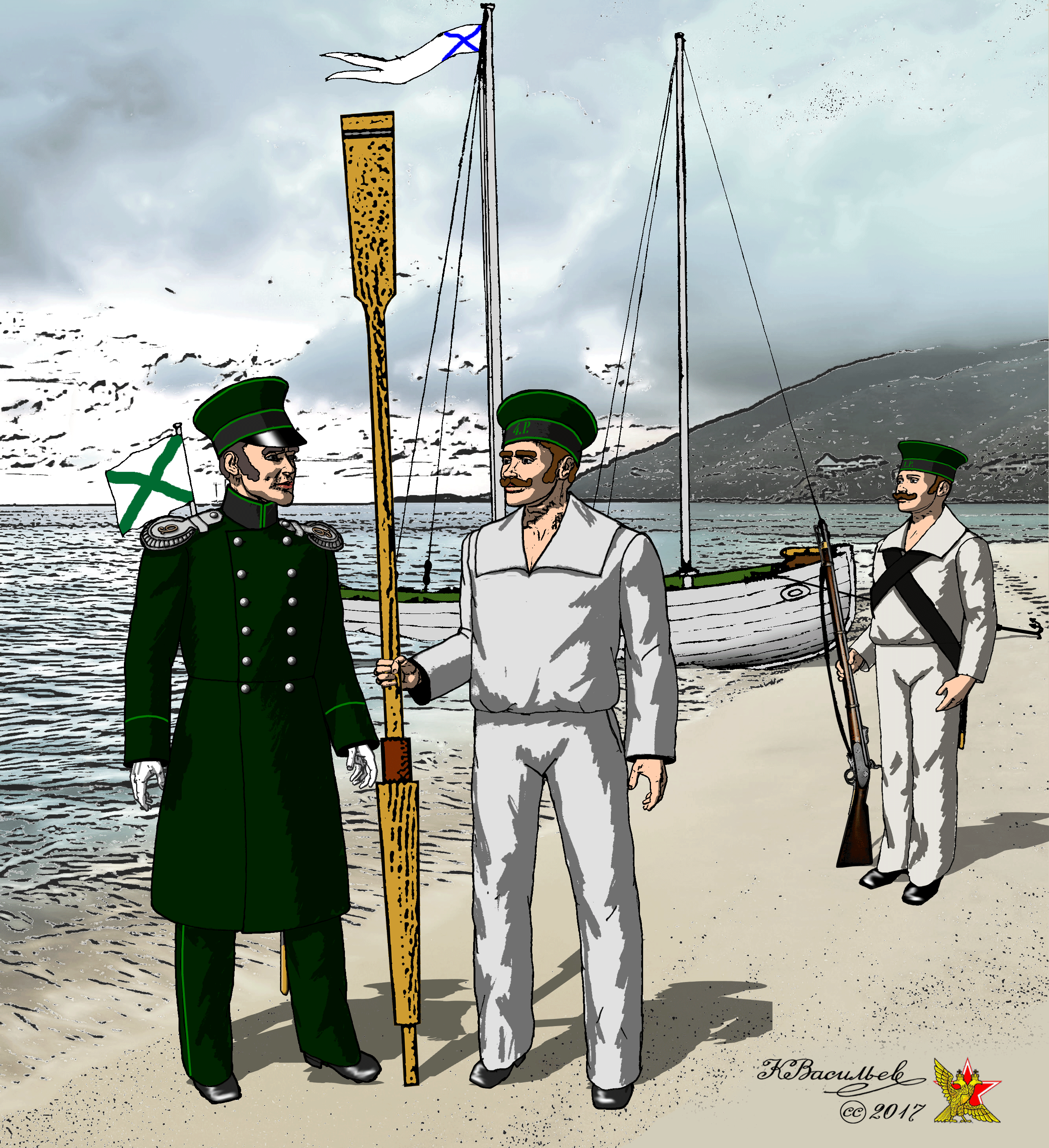
Гардкоутный экипаж

Гардко́уты (от фр. gardekote — береговая стража) — серия из 18 малых парусно-гребных судов, предназначавшихся для охраны судоходства по Волге в первой половине XIX века. Суда не имели собственных имён и ходили под номерами — с 1 по 18. Все гардкоуты были построены Казанским адмиралтейством и первоначально включены в состав Каспийской флотилии России.
Гардкоуты имели одну или две мачты. Одномачтовые гардкоуты по типу парусного вооружения относились к шлюпам, двухмачтовые имели люгерное или бермудское парусное вооружение.

## История службы
Первые девять гардкоутов были построены согласно указу Адмиралтейств-коллегии от 30 июня (1 июля) 1797 года, который гласил: «Для прекращения разъездов по реке Волге разбойнических партий повелеваем построить в Казани девять лёгких гребных военных судов». Вооружались гардкоуты легкими пушками и фальконетами и обслуживались флотскими командами, приписанными к Казанской адмиралтейской конторе. Предполагалось, что три судна будут крейсировать между Царицыном и Астраханью, три — между Царицыном и Казанью, три — выше Казани. Команды гардкоутов состояли из 18 человек, включая командира в чине лейтенанта и старшину в звании квартирмейстера.
Гардкоуты несли службу на Волге и её притоках — Каме, Вятке и других реках. В 1824 году на гардкоуте № 7 под командованием лейтенента Д. И. Трубникова из Ставрополя в Самару был доставлен император Александр I, за что командир гардкоута был награждён бриллиантовым перстнем.
До 1828 года гардкоуты числились в морском ведомстве. После упразднения Казанской адмиралтейской конторы гардкоутные команды, крейсировавшие выше Казани, были откомандированы в Кронштадт, а которые действовали ниже Казани — в Астрахань. В 1829 году все гардкоуты вместе с их экипажами были переданы Главному управлению путей сообщения и на их основе был сформирован второй полубатальон Военно-рабочего № 9 батальона со штабом в Казани.
На укомплектование полубатальона были выделены две роты 8-го ластового экипажа из состава Балтийского флота, а остальной состав добирался из чинов ведомства Путей сообщения, владеющих морским делом. Фактически в состав подразделения вошли чуть более трёхсот человек и порядка 28 вооруженных шлюпок, разделенных на три отряда. Один из отрядов совершал крейсерские плавания между Костромой и Казанью и по рекам Оке и Суре, второй — между Казанью и Хвалынском и по рекам Каме и Вятке, а третий — между Хвалынском и Астраханью.
В каждом из трёх отрядов находилось по шесть гардкоутов с экипажами, состоящими из 15 рядовых и одного унтер-офицера. В качестве вооружения личного состава экипажей использовались ружья со штыками в ножнах. В зимнее время команды судов расквартировывались по крупным волжским городам. С апреля 1830 года в качестве командиров гардкоутов начинают назначать офицеров.
В 1829 году флотилия выросла до 28 гардкоутов и к ней был приписан военно-рабочий полубатальон. В 1838 году «стража» была переформирована в «гардкоутный экипаж» из 300 человек. Он подчинялся Министерству путей сообщения и был вооружён лёгкой артиллерией.  
Последние упоминания о гардкоутной страже у Самары относятся к 1850-м годам. В декабре 1856 года служба гардкоутов была упразднена, и Гардкоутный экипаж расформирован.

## Список гардкоутов
Гардкоуты строились тремя сериями. Технические данные судов приведены в таблице.
| Сер. | №    | Заложен | Спущен | Длина, м | Ширина, м | Высота борта, м                                     | Вооружение                                          | Вёр. | Комментарии                                                                        | Командиры | Прим.         |
| ---- | ---- | ------- | ------ | -------- | --------- | --------------------------------------------------- | --------------------------------------------------- | ---- | ---------------------------------------------------------------------------------- | --- | ------------- |
| 1    | № 1  | 1797    | 1798   | 10,3     | 2,8       | 1,2                                                 | 1 пушка и фальконеты                                | 14   | Построены по указу Адмиралтейств-коллегии от 30 июня (1 июля) 1797 года            | C. C. Сахаров (1802—1803 годы); В. Е. Абрамов (1804 год); К. М. Рубановский (1809 год); В. Н. Бартенев (1811 год); И. С. Шулепников (1814—1816 годы); В. Я. Аберьянов (1825 год).                               | [ 13 ]        |
| 1    | № 2  | 1797    | 1798   | 10,3     | 2,8       | 1,2                                                 | 1 пушка и фальконеты                                | 14   | Построены по указу Адмиралтейств-коллегии от 30 июня (1 июля) 1797 года            | Т. П. Полозов (1811—1815 годы); П. П. Сурков (1820 год); М. С. Бернес (1826—1827 годы). | [ 13 ]        |
| 1    | № 3  | 1797    | 1798   | 10,3     | 2,8       | 1,2                                                 | 1 пушка и фальконеты                                | 14   | Построены по указу Адмиралтейств-коллегии от 30 июня (1 июля) 1797 года            | И. Г. Дунилов (1800—1801 годы); И. В. Подчертков (1809 год); Л. Т. Хадыкин (1813—1824 годы); П. П. Лутковский (1825 год).                                                                                       | [ 13 ]        |
| 1    | № 4  | 1797    | 1798   | 10,3     | 2,8       | 1,2                                                 | 1 пушка и фальконеты                                | 14   | Построены по указу Адмиралтейств-коллегии от 30 июня (1 июля) 1797 года            | И. В. Подчертков (1810 год); Е. Т. Готовцев (1811—1815 годы); Д. И. Ильин (1814—1816 годы); З. П. Сурков (1820—1822 годы); П. И. Дурнов (1824 год); князь А. М. Ухтомский (1825 год); Н. И. Филатов (1827 год). | [ 13 ]        |
| 1    | № 5  | 1797    | 1798   | 10,3     | 2,8       | 1,2                                                 | 1 пушка и фальконеты                                | 14   | Построены по указу Адмиралтейств-коллегии от 30 июня (1 июля) 1797 года            | Н. А. Мансуров (1809—1811 годы); Д. И. Пукалевский (1812—1813 годы); Д. П. Мартынов (1825 год). | [ 13 ]        |
| 1    | № 6  | 1797    | 1798   | 10,3     | 2,8       | 1,2                                                 | 1 пушка и фальконеты                                | 14   | Построены по указу Адмиралтейств-коллегии от 30 июня (1 июля) 1797 года            | С. П. Тархов (1805—1809 годы); С. В. Ехуновский (1822—1825 годы). | [ 13 ]        |
| 1    | № 7  | 1797    | 1798   | 10,3     | 2,8       | 1,2                                                 | 1 пушка и фальконеты                                | 14   | Построены по указу Адмиралтейств-коллегии от 30 июня (1 июля) 1797 года            | С. Ю. Саридаки (1812—1818 годы); Д. И. Трубников (1820—1824 годы). | [ 13 ] [ 4 ]  |
| 1    | № 8  | 1797    | 1798   | 10,3     | 2,8       | 1,2                                                 | 1 пушка и фальконеты                                | 14   | Построены по указу Адмиралтейств-коллегии от 30 июня (1 июля) 1797 года            | А. Марчевский (1803 год); М. М. Дзюрковский (1805—1808 годы); И. С. Арцыбашев (1813—1824 годы). | [ 13 ]        |
| 1    | № 9  | 1797    | 1798   | 10,3     | 2,8       | 1,2                                                 | 1 пушка и фальконеты                                | 14   | Построены по указу Адмиралтейств-коллегии от 30 июня (1 июля) 1797 года            | А. В. Маслов (1806—1808 годы); Левицкий (1809—1811 годы); П. П. Секерин (1812—1813 годы); П. П. Суслов (1822—1826 годы).                                                                                        | [ 13 ]        |
| 2    | № 10 | 1804    | 1805   | 10,3     | 2,8       | 1,2                                                 | 1 пушка и фальконеты                                | 14   | Построены по указу Адмиралтейств-коллегии от 20 декабря 1804 (1 января 1805) года. | С. В. Ехуновский (1812—1821 годы); Ф. А. Анучин (1822—1827 годы). | [ 13 ]        |
| 2    | № 11 | 1804    | 1805   | 10,3     | 2,8       | 1,2                                                 | 1 пушка и фальконеты                                | 14   | Построены по указу Адмиралтейств-коллегии от 20 декабря 1804 (1 января 1805) года. | С. П. Лихарев (1811 год); Н. Ф. Иванов (1821 год). | [ 13 ]        |
| 2    | № 12 | 1804    | 1805   | 10,3     | 2,8       | 1,2                                                 | 1 пушка и фальконеты                                | 14   | Построены по указу Адмиралтейств-коллегии от 20 декабря 1804 (1 января 1805) года. | Я. С. Шишков (1806—1807 годы). | [ 13 ]        |
| 3    | № 13 | 1823    | 1823   | 9,8      | 3,0       | Сведений о высоте борта и вооружении не сохранилось | Сведений о высоте борта и вооружении не сохранилось | 14   | —                                                                                  | Не установлено | [ 13 ]        |
| 3    | № 14 | 1823    | 1823   | 9,8      | 3,0       | Сведений о высоте борта и вооружении не сохранилось | Сведений о высоте борта и вооружении не сохранилось | 14   | —                                                                                  | В. П. Жилинский (1825 год); А. Ф. Жедринский (1826 год). | [ 13 ]        |
| 3    | № 15 | 1823    | 1823   | 9,8      | 3,0       | Сведений о высоте борта и вооружении не сохранилось | Сведений о высоте борта и вооружении не сохранилось | 14   | —                                                                                  | П. Ф. Иванов (1825—1826 годы). | [ 13 ]        |
| 3    | № 16 | 1823    | 1823   | 9,8      | 3,0       | Сведений о высоте борта и вооружении не сохранилось | Сведений о высоте борта и вооружении не сохранилось | 14   | —                                                                                  | Не установлено | [ 13 ]        |
| 3    | № 17 | 1823    | 1823   | 9,8      | 3,0       | Сведений о высоте борта и вооружении не сохранилось | Сведений о высоте борта и вооружении не сохранилось | 14   | —                                                                                  | Не установлено | [ 13 ]        |
| 3    | № 18 | 1823    | 1823   | 9,8      | 3,0       | Сведений о высоте борта и вооружении не сохранилось | Сведений о высоте борта и вооружении не сохранилось | 14   | —                                                                                  | А. М. Юрьев (1824 и 1826 годы); М. А. Болтин (до июня 1827 года); В. М. Тыртов (с июня 1827 года); П. П. Зайцев (1829 год).                                                                                     | [ 13 ] [ 14 ] |

## Знаки различия гардкоутного экипажа
В разделе приведены погоны и эполеты чинов гардкоутного экипажа.
| Описание             | Знаки различия (ГЭ) по состоянию на 1837/1855 и 1855-1857 годы. | Знаки различия (ГЭ) по состоянию на 1837/1855 и 1855-1857 годы. | Знаки различия (ГЭ) по состоянию на 1837/1855 и 1855-1857 годы. | Знаки различия (ГЭ) по состоянию на 1837/1855 и 1855-1857 годы. | Знаки различия (ГЭ) по состоянию на 1837/1855 и 1855-1857 годы. | Знаки различия (ГЭ) по состоянию на 1837/1855 и 1855-1857 годы. | Знаки различия (ГЭ) по состоянию на 1837/1855 и 1855-1857 годы. | Знаки различия (ГЭ) по состоянию на 1837/1855 и 1855-1857 годы. | Знаки различия (ГЭ) по состоянию на 1837/1855 и 1855-1857 годы. | Знаки различия (ГЭ) по состоянию на 1837/1855 и 1855-1857 годы. | Знаки различия (ГЭ) по состоянию на 1837/1855 и 1855-1857 годы. | Знаки различия (ГЭ) по состоянию на 1837/1855 и 1855-1857 годы. | Знаки различия (ГЭ) по состоянию на 1837/1855 и 1855-1857 годы. | Знаки различия (ГЭ) по состоянию на 1837/1855 и 1855-1857 годы. |
| -------------------- | --------------------------------------------------------------- | --------------------------------------------------------------- | --------------------------------------------------------------- | --------------------------------------------------------------- | --------------------------------------------------------------- | --------------------------------------------------------------- | --------------------------------------------------------------- | --------------------------------------------------------------- | --------------------------------------------------------------- | --------------------------------------------------------------- | --------------------------------------------------------------- | --------------------------------------------------------------- | --------------------------------------------------------------- | --------------------------------------------------------------- |
| эполеты              |                                                                 |                                                                 |                                                                 |                                                                 |                                                                 |                                                                 |                                                                 |                                                                 |                                                                 |                                                                 |                                                                 |                                                                 |                                                                 |                                                                 |
|                      |                                                                 |                                                                 |                                                                 |                                                                 |                                                                 |                                                                 |                                                                 |                                                                 |                                                                 |                                                                 |                                                                 |                                                                 |                                                                 |                                                                 |
| погоны к полукафтану |                                                                 |                                                                 |                                                                 |                                                                 |                                                                 |                                                                 |                                                                 |                                                                 |                                                                 |                                                                 |                                                                 |                                                                 |                                                                 |                                                                 |
|                      |                                                                 |                                                                 |                                                                 |                                                                 |                                                                 |                                                                 |                                                                 |                                                                 |                                                                 |                                                                 |                                                                 |                                                                 |                                                                 |                                                                 |
| погоны к плашу       |                                                                 |                                                                 |                                                                 |                                                                 |                                                                 |                                                                 |                                                                 |                                                                 |                                                                 |                                                                 |                                                                 |                                                                 |                                                                 |                                                                 |
| Классный чин         | Полковник                                                       | Подполковник                                                    | Майор                                                           | Капитан                                                         | Штабс-капитан                                                   | Поручик                                                         | Подпоручик                                                      | Прапорщик                                                       | Фельдфебель                                                     | Старший унтер-офицер (Старший писарь)                           | Младший унтер-офицер (ротный писарь, ротный фельдшер)           | Рядовой старшего оклада                                         | Рядовой младшего оклада                                         |                                                                 |
| Группа               | Штаб-офицеры                                                    | Штаб-офицеры                                                    | Штаб-офицеры                                                    | Штаб-офицеры                                                    | Обер-офицеры                                                    | Обер-офицеры                                                    | Обер-офицеры                                                    | Обер-офицеры                                                    | Унтер-офицеры                                                   | Унтер-офицеры                                                   | Унтер-офицеры                                                   | Рядовые                                                         | Рядовые                                                         |                                                                 |